# Neogrotella
Neogrotella là một chi bướm đêm thuộc họ Noctuidae.

## Loài
- Neogrotella confusa Barnes & Benjamin, 1922
- Neogrotella macdunnoughi Barnes & Benjamin, 1922
- Neogrotella spaldingi (Barnes & McDunnough, 1913)